# Поливановский сельский совет
Поливановский сельский совет (укр. Поливанівська сільська рада) — входит в состав Магдалиновского района Днепропетровской области Украины.
Административный центр сельского совета находится в с. Поливановка.

## Населённые пункты совета
- с. Поливановка
- с. Весёлый Гай
- с. Калиновка
- с. Новоивановка

## Ликвидированные населённые пункты совета
- с. Ивановка